# Cobaltit
Cobaltit, auch als Kobaltglanz, Glanzkobalt, Kobaltit, Kobaltin oder Cobaltin bekannt, ist ein häufig vorkommendes Mineral aus der Mineralklasse der „Sulfide und Sulfosalze“ mit der chemischen Zusammensetzung CoAsS und ist damit chemisch gesehen ein Cobalt-Arsen-Sulfid.
Cobaltit kristallisiert im orthorhombischen Kristallsystem und entwickelt pseudokubische oder pseudooktaedrische Kristalle bis zu 8 cm Größe, die denen des Pyrit ähneln und dessen Kristallflächen ähnlich wie bei diesem Mineral gestreift sein können. Neben Kristallen findet man auch körnige bis derbe Mineral-Aggregate. Das Mineral ist in jeder Form undurchsichtig (opak) und zeigt auf unverwitterten Kristallflächen einen starken Metallglanz. Frische Proben haben zunächst eine silberweiße Farbe mit einem Stich ins Rötlichviolette, laufen allerdings nach einiger Zeit an der Luft rötlichgrau an.

## Etymologie und Geschichte
In der Bergmannssprache war das Mineral bereits im Mittelalter unter den Bezeichnungen Kobaltglanz beziehungsweise Glanzkobalt oder auch Glanzkobolt bekannt (siehe auch Glanze), da es als „von Kobolden verhext“ angesehen wurde. Seinem Aussehen nach schien das Erz gewinnbringende Metalle zu enthalten, die sich aber nicht erschmelzen ließen. Stattdessen gab es wegen des Arsengehalts beim Erhitzen nur giftige Dämpfe (Hüttenrauch) ab.
Erstmals quantitativ analysiert und als Kobaltglanz beschrieben wurde das Mineral 1797 durch Martin Heinrich Klaproth. Seinen bis heute gültigen Namen Cobaltit (französisch: Cobaltine) erhielt das Mineral 1832 von François Sulpice Beudant, der es nach seinem charakteristischen Bestandteil, dem Element Cobalt, benannte. Weitere von ihm festgehaltene Synonyme sind Cobalt gris, Cobalt éclatant und Weißer Speiskobalt.

## Klassifikation
Bereits in der letztmals 1977 aktualisierten 8. Auflage der Mineralsystematik nach Strunz gehörte der Cobaltit zur Mineralklasse der „Sulfide und Sulfosalze“ und dort zur Abteilung der „Sulfide mit (dem Stoffmengenverhältnis) M(etall) : S(chwefel) < 1 : 1“, wo er als Namensgeber die „Cobaltin-Reihe“ mit der System-Nr. II/C.06a und dem weiteren Mitglied Gersdorffit innerhalb der „Cobaltin-Ullmannit-Gruppe“ bildete.
Im Lapis-Mineralienverzeichnis nach Stefan Weiß, das sich aus Rücksicht auf private Sammler und institutionelle Sammlungen noch nach dieser alten, aber kontinuierlich aktualisierten Form der Systematik von Karl Hugo Strunz richtet, erhielt das Mineral die System- und Mineral-Nr. II/D.18-10. In der „Lapis-Systematik“ entspricht dies ebenfalls der Abteilung „Sulfide mit Metall : S,Se,Te < 1 : 1“, wo Cobaltit zusammen mit Gersdorffit, Hollingworthit, Irarsit, Jolliffeit, Kalungait, Milotait, Platarsit, Tolovkit, Ullmannit und Willyamit die nach ihm benannte „Cobaltit-Gruppe“ (II/D.18) bildet (Stand 2018).
Die seit 2001 gültige und von der International Mineralogical Association (IMA) bis 2009 aktualisierte 9. Auflage der Strunz’schen Mineralsystematik ordnet den Cobaltit in die Abteilung der „Metallsulfide mit M : S ≤ 1 : 2“ ein. Diese ist zudem weiter unterteilt nach dem genauen Stoffmengenverhältnis und den in der Verbindung vorherrschenden Metallen, so dass das Mineral entsprechend seiner Zusammensetzung in der Unterabteilung „M : S = 1 : 2, mit Fe, Co, Ni, PGE usw.“ zu finden ist, wo es zusammen mit Changchengit, Gersdorffit-P213 (Rd), Gersdorffit-Pa3 (Rd), Gersdorffit-Pca21 (Rd), Hollingworthit, Irarsit, Jolliffeit, Kalungait, Maslovit, Mayingit, Michenerit, Milotait, Padmait, Platarsit, Testibiopalladit, Tolovkit, Ullmannit und Willyamit die „Gersdorffitgruppe“ mit der System-Nr. 2.EB.25 bildet.
Auch die vorwiegend im englischen Sprachraum gebräuchliche Systematik der Minerale nach Dana ordnet den Cobaltit in die Klasse der „Sulfide und Sulfosalze“ und dort in die Abteilung der „Sulfidminerale“ ein. Hier ist er ebenfalls als Namensgeber in der „Cobaltitgruppe (Kubische oder pseudokubische Kristalle)“ mit der System-Nr. 02.12.03 und den weiteren Mitgliedern Gersdorffit, Ullmannit, Willyamit, Tolovkit, Platarsit, Irarsit, Hollingworthit, Jolliffeit, Padmait, Michenerit, Maslovit, Testibiopalladit, Changchengit, Milotait und Kalungait innerhalb der Unterabteilung „Sulfide – einschließlich Seleniden und Telluriden – mit der Zusammensetzung AmBnXp, mit (m+n):p=1:2“ zu finden.

## Kristallstruktur
Cobaltit kristallisiert im orthorhombischen Kristallsystem in der Raumgruppe Pca21 (Raumgruppen-Nr. 29) den Gitterparametern a = 5,59 Å, b = 5,58 Å und c = 5,58 Å sowie 4 Formeleinheiten pro Elementarzelle.
| Kristallstruktur von Cobaltit |
| - mit Blickrichtung parallel zur a-Achse - mit Blickrichtung parallel zur b-Achse - mit Blickrichtung parallel zur c-Achse - räumliche Darstellung in der kristallographischen Standardausrichtung |
| Farbtabelle: _ Co 0 _ As 0 _ S |

## Eigenschaften
Beim Erhitzen im Lötrohr gibt Cobaltit das enthaltene Arsen als Arsenrauch ab. Es bildet sich eine graue, schwach magnetische Kugel. Die Boraxperle ist nach dem Abrösten durch das Cobalt dunkelblau gefärbt. Löslich ist Cobaltit in heißer Salpetersäure.

## Bildung und Fundorte

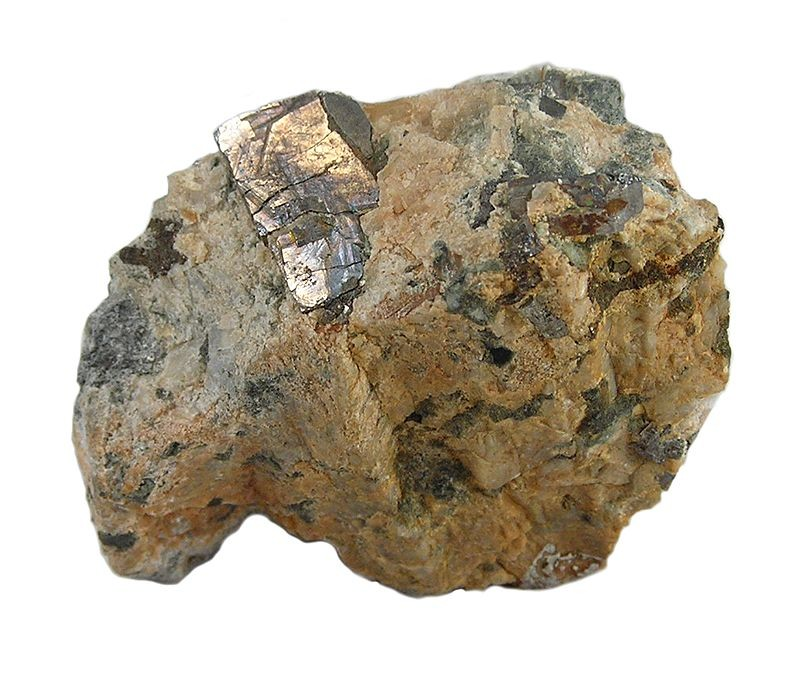
Cobaltit auf Calcit aus dem Sudbury District, Ontario, Kanada

Cobaltit bildet sich als Sekundärmineral unter hydrothermalen Bedingungen bei hohen Temperaturen. Das Mineral wird als Einsprengung oder Ader in metamorphen Gesteinen gefunden. Es ist häufig mit Cobalt-Nickel-Sulfiden und Arseniden, sowie Magnetit, Sphalerit, Chalkopyrit, Skutterudit, Allanit, Zoisit, Skapolith, Titanit und Calcit (in Tunaberg, Schweden) vergesellschaftet.
Weltweit konnte Cobaltit bisher (Stand: 2012) an rund 750 Fundorten nachgewiesen werden. Wichtige Fundorte sind Tunaberg und Vena bei Askersund in Schweden und Skutterud bei Modum in Norwegen, häufiger findet man Cobaltit in Cornwall (England), Ontario (Kanada), Australien und Marokko. In Deutschland findet man Cobaltit unter anderen im Erzgebirge, Harz und im Siegerland. Neben den beschriebenen sind auch viele kleinere Funde bekannt.

## Verwendung
Cobaltit ist ein wichtiger Rohstoff für die Gewinnung von Cobalt und seinen Verbindungen.